# Casal dos Bernardos
Casal dos Bernardos ist ein Ort und eine ehemalige Gemeinde (Freguesia) im portugiesischen Kreis Ourém. Die Gemeinde hatte 929 Einwohner (Stand 30. Juni 2011).
Am 29. September 2013 wurden die Gemeinden Casal dos Bernardos und Rio de Couros zur neuen Gemeinde União das Freguesias de Rio de Couros e Casal dos Bernardos zusammengeschlossen.